# Isabel Carvalhais
Isabel Estrada Carvalhais (nascida em 1973 em Negage, Angola) é uma política portuguesa do Partido Socialista que é deputada ao Parlamento Europeu desde as eleições de 2019.

## Carreira académica
De 2000 a 2003, Carvalhais obteve o seu doutoramento em sociologia na Universidade de Warwick, antes de regressar a Portugal. Em 2010 tornou-se diretora do Centro de Investigação em Ciência Política e Relações Internacionais da Universidade do Minho. A partir de 2012 foi chefe do curso de bacharelato em Ciência Política e a partir de 2018 foi professora de Ciência Política e Relações Internacionais na mesma universidade.

## Carreira política
No parlamento, Carvalhais desempenha funções na Comissão da Agricultura e do Desenvolvimento Rural (desde 2019) e na Comissão das Pescas (desde 2020). Em 2020, ela também integrou a Comissão de Inquérito sobre a Proteção dos Animais durante o Transporte.
Para além das suas atribuições nas comissões, Carvalhais faz parte das delegações do parlamento para as relações com os Estados Unidos e do Intergrupo do Parlamento Europeu sobre Deficiência.